# Petri Lindroos
Petri 'Pete' Lindroos (n. 10 de enero de 1980 en Helsinki, Finlandia) es el guitarrista y vocalista de la banda folk metal Ensiferum; antiguamente fue fundador, cantante y guitarrista de la banda finlandesa de melodeath/power metalNorther.

## Biografía
Lindroos empezó a tocar la guitarra a los 14 años de edad. Apodado "Pete", en 1996 fundó la banda de death metal melódico Norther junto al baterista Toni Hallio. Más recientemente, en 2005 fue elegido para substituir a Jari Mäenpää como principal vocalista y guitarrista solista en la banda de melodic/folk metal  Ensiferum. El 4 de marzo de 2009, Norther anunciaba en su sitio web oficial la marcha de Petri, debido a la dificultad para continuar con los compromisos de la banda, al ser un miembro a tiempo completo de Ensiferum.

## Influencias
- Children of Bodom
- Lost Horizon
- Faith No More
- Slayer
- Testament
- Skid Row

## Discografía

### Con Norther
- Dreams of Endless War - (2001)
- Mirror of Madness - (2003)
- Death Unlimited - (2004)
- Till Death Unites Us - (2006)
- No Way Back - (2007)
- N - (2008)

### Con Ensiferum
- Victory Songs CD (2007)
- One More Magic Potion CD Single (2007)
- Dragonheads EP (2006)
- From afar CD (2009)
- Unsung Heroes CD (2012)
- One Man Army CD (2015)
- Two Paths CD (2017)
- Thalassic CD (2020)